# Ga Seonghwan
Ga Seonghwan (Tiếng Hàn: 성환역, Hanja: 成歡驛) là ga tàu điện ngầm ở tỉnh Chungcheongnam-do. Nó nằm ở phía Bắc Cheonan của Tuyến Gyeongbu. Nó còn phục vụ bởi dịch vụ trên Tàu điện ngầm Seoul tuyến 1.

## Bố trí ga
| ↑ Pyeongtaek |           |          |
| ８７ \|      | \| ４３   | ２１ \|  |
| ↑ Jiksan     | Cheonan ↓ | Jiksan ↓ |

| 1·2 | ●Tuyến 1                                    | Địa phương·Tốc hành A·Tốc hành B | → Hướng đi Cheonan · Asan · Sinchang →               |
| 3·4 | Tuyến Gyeongbu                              | Mugunghwa-ho                     | → Hướng đi Jochiwon · Sintanjin · Daejeon →          |
| 3·4 | Tuyến Honam                                 | Mugunghwa-ho                     | → Hướng đi Seodaejeon · Gwangju · Mokpo →            |
| 3·4 | Tuyến Jeolla                                | Mugunghwa-ho                     | → Hướng đi Seodaejeon · Jeonju · Yeosu →             |
| 5·6 | Tuyến Gyeongbu · Tuyến Honam · Tuyến Jeolla | Mugunghwa-ho                     | ← Hướng đi Suwon · Yongsan · Seoul                   |
| 7·8 | ●Tuyến 1                                    | Địa phương·Tốc hành A·Tốc hành B | ← Hướng đi Seoul · Cheongnyangni · Đại học Kwangwoon |